# Carex oligocarya
Carex oligocarya är en halvgräsart som beskrevs av Charles Baron Clarke. Carex oligocarya ingår i släktet starrar, och familjen halvgräs. Inga underarter finns listade i Catalogue of Life.